# Eugène Raguet
 (novembre 2016).
Eugène Émile Raguet, né aux Sables-d'Olonne (Vendée) le 1er mars 1863 et mort dans la même ville le 11 juin 1925,, est un architecte et sculpteur français.

## Biographie
Eugène Raguet est le fils d'Alphonse Raguet, greffier en chef du tribunal civil des Sables-d'Olonne et parent d'Auguste Loué.
Après des études au lycée de La Roche-sur-Yon, il s'installe à Paris en 1888 pour y étudier l'architecture. Il est l'élève de Paul Blondel et d'Albert Guilbert à l'École des beaux-arts de Paris. Il rencontre Hippolyte Durand-Tahier, le secrétaire général de la Société nationale des beaux-arts, et commence à travailler auprès de lui.
Un de ses médaillons, représentant le portrait de M. Teugar, est exposé au Salon des artistes français de 1891.
Il expose son Relevé du portail central de l'église Saint-Jean-Baptiste de Belleville au Palais des Champs-Élysées.
Durant son service militaire, il est attaché à l'état-major de l'artillerie du 11e corps à Vannes en tant que secrétaire.
Raguet enseigne bénévolement durant de nombreuses années à l'Union française de la jeunesse, dont il est membre du comité.
Il apporte son concours aux expositions artistiques s'étant déroulées à l'étranger.
Il devient secrétaire général de la Société nationale des beaux-arts de 1898 à 1908.
Lors de la Première Guerre mondiale, il prend part aux œuvres de guerre de la Société nationale des beaux-arts et à celles de la Fraternité des artistes, dont il est le secrétaire.
Son petit-neveu, l'amiral Jean Raguet (né en 1937), sera commandant de l'École des fusiliers marins et directeur adjoint de la Société philanthropique.
Son buste a été réalisé par le sculpteur Paul Paulin.

## Distinctions
Officier de l'Instruction publique en 1903, Eugène Raguet est nommé chevalier dans l'ordre national de la Légion d'honneur par décret du 1er mars 1919.